# Up Patriots to Arms (Subsonica)
Up Patriots to Arms è un singolo di Franco Battiato del 1980, rifatto cover version dai Subsonica in collaborazione con lo stesso Franco Battiato, estratto dalla riedizione dell'album Eden.

## Tracce
1. Up Patriot to Arms (feat. Franco Battiato) – 4:09 (Franco Battiato)